# Robert Seyfried

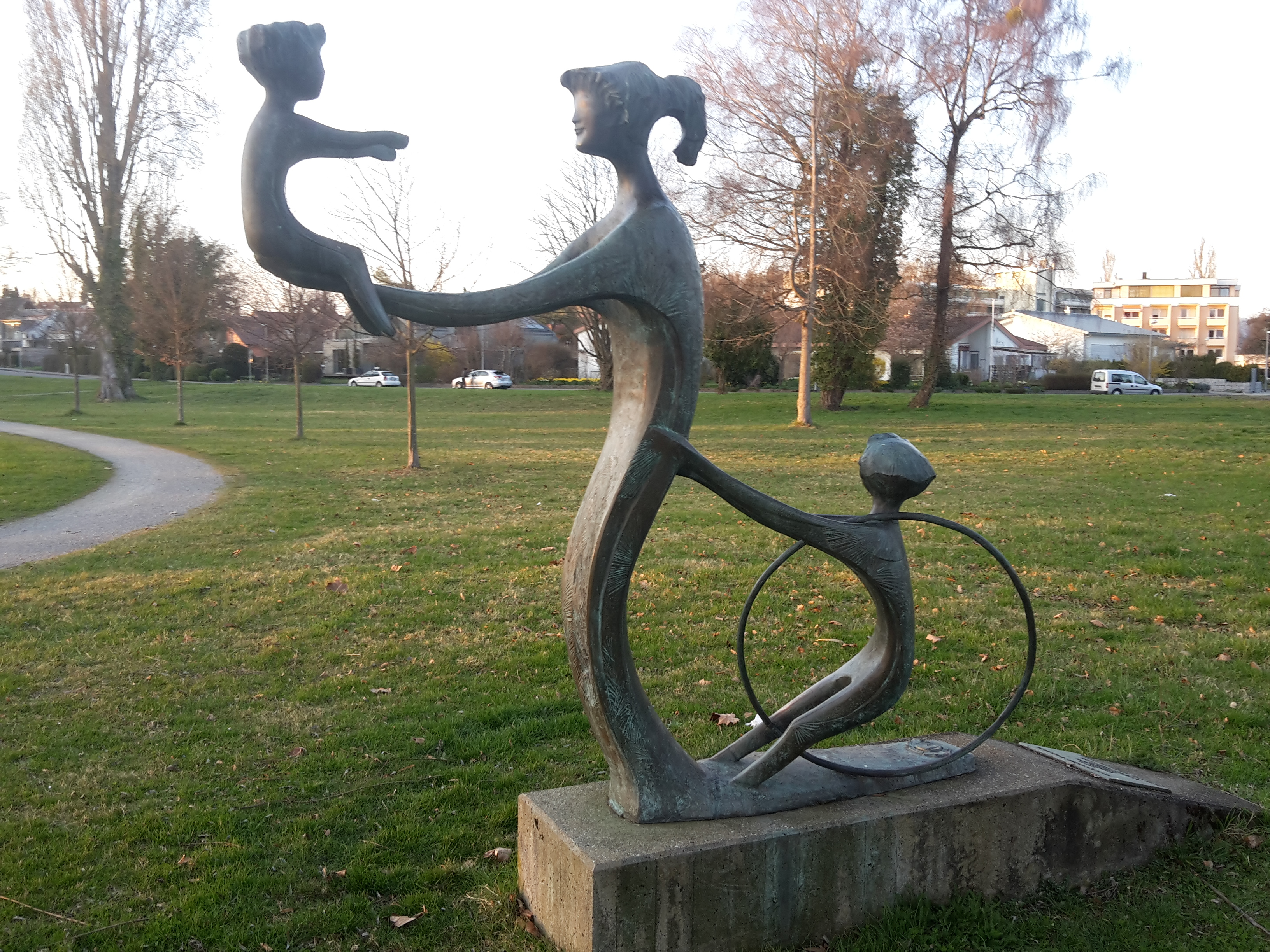
Skulptur Geborgene Kindheit im Mettnaupark in Radolfzell

Robert Seyfried (* 23. März 1905 in Mainz; † 2. Mai 1991 in Singen (Hohentwiel)) war ein deutscher Maler und Bildhauer.

## Leben
Robert Seyfried wirkte nach einer künstlerischen Ausbildung an renommierten Projekten in ganz Deutschland mit. Als Maler wurde er 1933 verboten. Seine Mainzer Wohnung, Ateliers und seine in Mainz geschaffenen Werke wurden beim Luftangriff 1942 zerstört. Seyfried war 1940 auf der Großen Deutschen Kunstausstellung in München mit einem Ölgemälde („Neubau der Mainzer Bahnhofshalle“) vertreten.
Ab 1951 lebte Seyfried in Bohlingen und schuf in vielen Gemeinden im Hegau und am Bodensee Skulpturen und Kunst am Bau. Die Figuren der Narrenbrunnen in Radolfzell, Bohlingen, Steißlingen, Gailingen am Hochrhein und Liptingen wurden von ihm entworfen.

## Werke (Auswahl)
- Dreiecksfenster in der Kirche St. Pankratius, Bohlingen
- Narrenbrunnen der Narrizella Radoldi 1841, Radolfzell (1977)[3]
- Skulptur Geborgene Kindheit, im Mettnaupark Radolfzell (1977)
- Narrenbrunnen Liptingen (1983)